# ×Sorbaronia
×Sorbaronia hibridni je rod (notorod) iz porodice ružovki sa 8 sjevernoameričkih notovrsta grmova i drveća iz Kanade i sjeveroistočnog SAD–a.
Roditeljski rodovi ovih notovrsta su Aronia i Sorbus. Opisan je u Repertorium specierum novarum regni vegetabilis 3: 134 (1906.).

## Notovrste
1. ×Sorbaronia ×alpina C.K.Schneid.; Aronia arbutifolia x Sorbus aria
2. ×Sorbaronia ×arsenii (Britton & Arsène) G.N.Jones; Aronia arbutifolia x Sorbus decora
3. ×Sorbaronia ×fallax C.K.Schneid.; Aronia melanocarpa x Sorbus aucuparia
4. ×Sorbaronia ×hybrida (Moench) C.K.Schneid.; Aronia arbutifolia x Sorbus aucuparia
5. ×Sorbaronia ×jackii Rehder; Aronia × prunifolia x Sorbus americana
6. ×Sorbaronia ×kovalevii Mezhenskyj; Aronia melanocarpa x Pyrus sambucifolia
7. ×Sorbaronia ×monstrosa (Zabel) C.K.Schneid; Aronia arbutifolia x Sorbus americana
8. ×Sorbaronia ×sorbifolia (Poir.) C.K.Schneid.; Aronia melanocarpa x Sorbus americana